# هوفن‌هایم
هوفن هایم ناحیه ای است در بادن-وورتمبرگ کشور آلمان که عمده شهرت آن به تیم فوتبالی است که در بوندس لیگا دارد. ارتفاع آن از سطح دریا ۱۵۰ متر و جمعیت آن بر اساس آمار سال ۲۰۰۶ برابر ۳۲۶۳ نفر بوده‌است. پیشینه تاریخی آن به قرنها قبل بر می‌گردد اما از ۱۸۰۶ جامعه مستقل روستایی آن شکل می‌گیرد.
وجود ساختمانهای قدیمی نشان دهنده قدمت آن است.

## نگارخانه

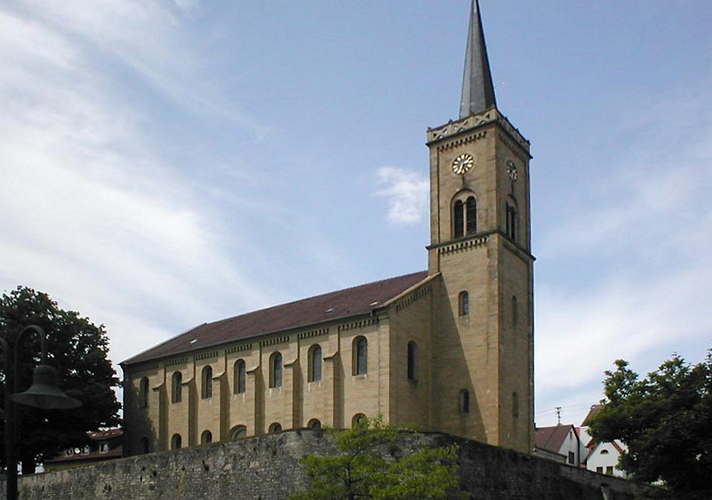
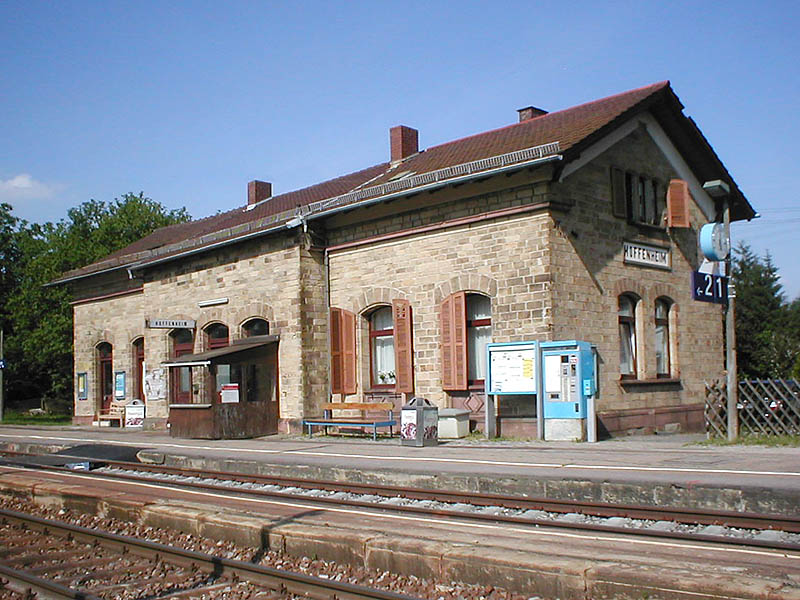